# Mao Abe
Mao Abe (阿部真央) est chanteuse et auteure-compositrice-interprète au Japon.
Elle est très connue parmi la jeunesse. Son surnom est "Abema".
Elle est née le 24 janvier 1990, à Oita, au Japon.

## Biographie
Mao Abe aime la musique depuis qu'elle était petite. Elle a commencé à jouer du piano quand elle était en CE2. Elle a décidé de devenir chanteuse quand elle était lycéenne. Ensuite, elle a participé à beaucoup d’auditions. Après avoir terminé le lycée, elle est allée à Tokyo et s'est produite dans beaucoup de concerts.

## Style de musique
Mao Abe est influencée par Avril Lavigne.

## Œuvres[1]
1. Son premier album est Furii (ふりい), 21 janvier 2009
2. Son deuxième album est POP (ぽっぷ), 27 janvier 2010
3. Su.(素。), 6 janvier 2011
4. Tatakai Ha Owaranai (戦いは終わらない), 6 juin 2012
5. Anata No Sukina Watashi (貴方の好きな私), 28 août
6. Oppazime (おっぱじめ), 18 février

## Prix
La chanson de Mao Abe “Furii(ふりい)” a reçu le grand prix des magasins de CD en 2009.

## Agences
Mao Abe appartient à l'agence “Pony Canyon”.